# Szaúd-Arábia az 1984. évi nyári olimpiai játékokon
Szaúd-Arábia az egyesült államokbeli Los Angelesben megrendezett 1984. évi nyári olimpiai játékok egyik részt vevő nemzete volt. Az országot az olimpián 5 sportágban 37 sportoló képviselte, akik érmet nem szereztek.

## Íjászat
| Versenyző        | Versenyszám  | 1. forduló | 1. forduló | 2. forduló | 2. forduló | Összesítés | Összesítés |
| Versenyző        | Versenyszám  | Pont       | Hely.      | Pont       | Hely.      | Pont       | Helyezés   |
| ---------------- | ------------ | ---------- | ---------- | ---------- | ---------- | ---------- | ---------- |
| Mansour Al-Hamad | Férfi egyéni | 1024       | 59.        | 974        | 61.        | 1998       | 59.        |
| Faisal Al-Basam  | Férfi egyéni | 991        | 61.        | 1002       | 59.        | 1993       | 61.        |
| Youssef Jawdat   | Férfi egyéni | 880        | 62.        | 836        | 62.        | 1716       | 62.        |

## Kerékpározás

### Országúti kerékpározás
Férfi
| Versenyző                                                       | Versenyszám     | Idő              | Helyezés      |
| --------------------------------------------------------------- | --------------- | ---------------- | ------------- |
| Hassan Al-Absi                                                  | Mezőnyverseny   | nem ért célba    | nem ért célba |
| Mohammed Al-Shanqiti                                            | Mezőnyverseny   | nem ért célba    | nem ért célba |
| Abdullah Al-Shaye                                               | Mezőnyverseny   | nem ért célba    | nem ért célba |
| Ali Al-Ghazawi                                                  | Mezőnyverseny   | nem ért célba    | nem ért célba |
| Hassan Al-Absi Ahmed Al-Saleh Mohammed Al-Shanqiti Rajab Moqbil | Csapat időfutam | 2:28:28 (+30:00) | 24.           |

## Labdarúgás
| Szaúd-arábiai férfi labdarúgócsapat-játékoskeret | Szaúd-arábiai férfi labdarúgócsapat-játékoskeret |
| --- | --- |
| - Mohamed Abed Abdul Jawad - Samir Ahmed Abdul Shakour - Ahmad Al-Bishi - Sami Jasem Al-Dosari - Muhaisin Al-Jamaan Al-Dosari - Salman Ghassan Al-Dosari - Saleh Khalifa Al-Dosari - Shaye Musa Al-Nafisa | - Mohamed Othman Al-Hussein - Omar Abdullah Ba Kashween - Ahmed Abdul Gader Bayazid - Hussain Misfor Al-Bishi - Abdullah Faraj Masoud - Majed Ahmed Abdul Mohamed - Fahd Mohamed Al-Musaibeeh |

### Eredmények
Csoportkör
C csoport
| Csapat             | M | Gy | D | V | Rg | Kg | Gk | P |
| ------------------ | - | -- | - | - | -- | -- | -- | - |
| Brazília (BRA)     | 3 | 3  | 0 | 0 | 6  | 1  | +5 | 6 |
| NSZK (FRG)         | 3 | 2  | 0 | 1 | 8  | 1  | +7 | 4 |
| Marokkó (MAR)      | 3 | 1  | 0 | 2 | 1  | 4  | –3 | 2 |
| Szaúd-Arábia (KSA) | 3 | 0  | 0 | 3 | 1  | 10 | –9 | 0 |

| 1984. július 30. 19:00 |

| Brazília (BRA)                           | 3–1               | Szaúd-Arábia (KSA) |
| ---------------------------------------- | ----------------- | ------------------ |
| Gilmar Popoca 12' Silvinho 50' Dunga 59' | (1–0) Jegyzőkönyv | Abdullah 69'       |

| Rose Bowl, Pasadena Nézőszám: 40 799 Játékvezető: Brian McGinlay (angol) |

| 1984. augusztus 1. 19:00 |

| Marokkó (MAR) | 1–0               | Szaúd-Arábia (KSA) |
| ------------- | ----------------- | ------------------ |
| Miri 72'      | (0–0) Jegyzőkönyv |                    |

| Rose Bowl, Pasadena Nézőszám: 36 909 Játékvezető: Edvard Sostarić (jugoszláv) |

| 1984. augusztus 3. 19:00 |

| Szaúd-Arábia (KSA) | 0–6               | NSZK (FRG)                                       |
| ------------------ | ----------------- | ------------------------------------------------ |
|                    | (0–4) Jegyzőkönyv | Schreier 8' 66' Bommer 22' 72' Rahn 24' Mill 32' |

| Stanford Stadium, Palo Alto Nézőszám: 26 242 Játékvezető: Ioan Igna (román) |

| Csapat             | Helyezés |
| ------------------ | -------- |
| Szaúd-Arábia (KSA) | 13.      |

## Sportlövészet
Férfi
| Versenyző          | Versenyszám          | Pont | Helyezés |
| ------------------ | -------------------- | ---- | -------- |
| Safaq Al-Anzi      | Gyorstüzelő pisztoly | 560  | 46.      |
| Sayed Al-Asibi     | Gyorstüzelő pisztoly | 545  | 50.      |
| Manhi Al-Mutairy   | Szabadpisztoly       | 513  | 48.      |
| Khuwaled Al-Harthi | Légpuska             | 545  | 50.      |
| Talak Al-Otaibi    | Sportpuska, fekvő    | 581  | 52.      |
| Abdullah Al-Usaimi | Sportpuska, fekvő    | 578  | 55.      |

## Vívás
Férfi
| Versenyző                                                                            | Versenyszám       | Selejtező | Selejtező | Selejtező         | Selejtező | Selejtező         | Selejtező | Főtábla           | Főtábla           | Vigaszág          | Vigaszág          | Negyeddöntő       | Elődöntő          | Döntő             | Helyezés |
| Versenyző                                                                            | Versenyszám       | 1. kör | 1. kör    | 2. kör            | 2. kör    | 3. kör            | 3. kör    | 1. kör            | 2. kör            | 1. kör            | 2. kör            | Negyeddöntő       | Elődöntő          | Döntő             | Helyezés |
| Versenyző                                                                            | Versenyszám       | Ellenfél Eredmény | Hely.     | Ellenfél Eredmény | Hely.     | Ellenfél Eredmény | Hely.     | Ellenfél Eredmény | Ellenfél Eredmény | Ellenfél Eredmény | Ellenfél Eredmény | Ellenfél Eredmény | Ellenfél Eredmény | Ellenfél Eredmény | Helyezés |
| ------------------------------------------------------------------------------------ | ----------------- | --- | --------- | ----------------- | --------- | ----------------- | --------- | ----------------- | ----------------- | ----------------- | ----------------- | ----------------- | ----------------- | ----------------- | -------- |
| Majed Abdul Rahim Habib Ullah                                                        | Tőr, egyéni       | 1. csoport · Robert Blaschka (AUT) · 5–4 · Henri Darricau (LIB) · 3–5 · Stefan Joos (BEL) · 1–5 · Andrea Borella (ITA) · 2–5                                                     | 5.        | kiesett           | kiesett   | kiesett           | kiesett   | kiesett           | kiesett           | kiesett           | kiesett           | kiesett           | kiesett           | kiesett           | 42.      |
| Khaled Fahd Al-Rasheed                                                               | Tőr, egyéni       | 8. csoport · Yves Daniel Darricau (LIB) · 5–1 · Csu Si-seng (Chu Shisheng) (CHN) · 0–5 · Peter Lewison (USA) · 2–5 · Frédéric Pietruszka (FRA) · 3–5 · Pierre Harper (GBR) · 1–5 | 5.        | kiesett           | kiesett   | kiesett           | kiesett   | kiesett           | kiesett           | kiesett           | kiesett           | kiesett           | kiesett           | kiesett           | 46.      |
| Abdullah Al-Zawayed                                                                  | Tőr, egyéni       | 6. csoport · Georg Somloi (AUT) · 5–3 · Li Taj-csung (Lee Tai-Chung) (TPE) · 2–5 · Nick Bell (GBR) · 1–5 · Harald Hein (FRG) · 3–5 · Liu Jün-hung (Liu Yunhong) (CHN) · 0–5      | 6.        | kiesett           | kiesett   | kiesett           | kiesett   | kiesett           | kiesett           | kiesett           | kiesett           | kiesett           | kiesett           | kiesett           | 49.      |
| Jamil Mohamed Bubashit                                                               | Párbajtőr, egyéni | 7. csoport · Jean-Marc Chouinard (CAN) · 5–4 · José Rafael Magallanes (VEN) · 4–5 · Arno Strohmeyer (AUT) · 1–5 · Cuj Ji-ning (Cui Yining) (CHN) · 2–5                           | 5.        | kiesett           | kiesett   | kiesett           | kiesett   | kiesett           | kiesett           | kiesett           | kiesett           | kiesett           | kiesett           | kiesett           | 52.      |
| Mohamed Ahmed Abu Ali                                                                | Párbajtőr, egyéni | 10. csoport · I Ilhi (Lee Il-Hui) (KOR) · 5–5 · Thierry Soumagne (BEL) · 3–5 · Sergio Luchetti (ARG) · 2–5 · Robert Marx (USA) · 3–5 · Volker Fischer (FRG) · 1–5                | 5.        | kiesett           | kiesett   | kiesett           | kiesett   | kiesett           | kiesett           | kiesett           | kiesett           | kiesett           | kiesett           | kiesett           | 56.      |
| Rashid Fahd Al-Rasheed                                                               | Párbajtőr, egyéni | 6. csoport · Martin Brill (NZL) · 4–5 · Jun Namdzsin (Yun Nam-Jin) (KOR) · 1–5 · Daniel Giger (SUI) · 2–5 · Jerri Bergström (SWE) · 3–5                                          | 5.        | kiesett           | kiesett   | kiesett           | kiesett   | kiesett           | kiesett           | kiesett           | kiesett           | kiesett           | kiesett           | kiesett           | 58.      |
| Mohamed Ahmed Abu Ali Rashid Fahd Al-Rasheed Jamil Mohamed Bubashit Nassar Al-Dosari | Párbajtőr, csapat | 1. csoport · Franciaország (FRA) · 0–9 · Kína (CHN) · 0–9 · Egyesült Államok (USA) · 5–8 ·                                                                                       | 4.        |                   |           |                   |           |                   |                   |                   |                   | kiesett           | kiesett           | kiesett           | 15.      |